# Schutzwaffe
Der Begriff Schutzwaffe oder passive Waffe bezeichnet diejenigen Teile der Ausrüstung einer Person, die nicht zum Angriff, sondern zum Schutz des Trägers gegen Waffenanwendung bestimmt sind.

## Geschichte
Die Entwicklung von Schutzwaffen war und ist an den verfügbaren Angriffswaffen orientiert. Frühe Schutzwaffen waren Schilde, Helme und Rüstungen.  Durch die Einführung von Schusswaffen wurden angepasste Schutzwaffen wie Stahlhelme und beschusshemmende Westen entwickelt. Sonderschutzfahrzeuge und andere gepanzerte Fahrzeuge zählen ebenfalls zu den Schutzwaffen. Hauptentwicklungsziel für Schutzwaffen ist ein den Bedrohungen angepasster Schutz und praktische Anwendbarkeit.

## Rechtsgrundlagen in Deutschland
In der Bundesrepublik Deutschland verbietet § 17a Versammlungsgesetz das Mitführen als Schutzwaffe geeigneter Gegenstände zu einer Versammlung unter freiem Himmel (Kundgebung/Demonstration), sofern sie den Umständen nach dazu bestimmt sind, den Träger vor Zugriffen durch die Behörden zu schützen. Ausgenommen sind ausdrücklich Gottesdienste und Brauchtumsveranstaltungen. Der Strafrahmen für Verstöße gegen § 17a Versammlungsgesetze beläuft sich auf Freiheitsstrafe bis zu einem Jahr oder Geldstrafe.
Nicht verboten sind passive Waffen also, wenn sie den Umständen nach nicht dazu bestimmt sind, einen Zugriff durch beispielsweise die Polizei zu verhindern.
Problematisch stellt sich an der Definition die Auslegung des Tatbestandsmerkmals „als Schutzwaffe geeignet“ dar. Unter Schutzwaffen im technischen Sinne (§§ 17a Abs. 1, 27 Abs. 2 Nr. 1 Alt. 1 VersammlG) sind ausschließlich Gegenstände zu verstehen, die nach ihrer Zweckbestimmung, ihren Konstruktionsmerkmalen oder ihren besonderen Eigenschaften von vornherein dazu bestimmt sind, dem Schutz des Körpers zur Verteidigung gegen Angriffe bei kämpferischen Auseinandersetzungen zu dienen. Hierzu gehören vornehmlich Schutzschilde, Panzerungen sowie Schutzwaffen aus dem polizeilichen oder militärischen Bereich (Helme, Schutz- oder Gasmasken usw.) oder aus dem Bereich von Kampfsportarten.
Ferner könnten unter anderem  zu passiven Waffen gezählt werden:
- jede Art von Schutzhelm (Motorrad- oder Fahrradhelm, Industrieschutzhelm, Bergsteigerhelm, Anstoßkappe usw.)
- Schutzbrille oder Gesichtsschutz (Gesichtsschutzschirm)
- Atemschutzmaske
- Protektoren wie Knieschützer, Ellenbogenschützer, Motorradkombi
- Schutzweste

Die folgenden Gegenstände wurden von Gerichten als Schutzwaffe betrachtet:
- Mundschutz für Boxer (OLG Frankfurt, Urteil vom 11. April 2011)[5]
- „plastikverstärktes“ Baseballcap (AG Frankfurt am Main)[6][7]
- Visier aus Plastikfolie (AG Frankfurt am Main)[8] – hierin liegt allerdings ein Verstoß gegen Art. 11 EMRK begründet.[9]
- Tauchermaske (AG Hamburg[10])

Das Verbot der Schutzbewaffnung wurde 1985 gemeinsam mit dem Vermummungsverbot mit den Stimmen der konservativ-liberalen Koalition unter Helmut Kohl im Bundestag beschlossen. 1989 wurden „Vermummung“ und „Schutzbewaffnung“ generell zu Straftaten hochgestuft.